# Maya Nakanishi
Maya Nakanishi (中西 麻耶?, Nakanishi Maya; Yufu, 6 marzo 1985) è un'atleta paralimpica giapponese, specializzata nel salto in lungo e nelle gare di velocità nella categoria T44.
Nel proprio palmarès vanta due medaglie di bronzo nel salto in lungo, ai mondiali di Londra 2017 e di Parigi 2023.

## Biografia
Nativa della prefettura di Ōita, cresce praticando la disciplina del soft tennis. Nel 2006, mentre è al lavoro presso una fabbrica di vernici, viene colpita da una trave d'acciaio che le schiaccia la gamba destra. A seguito dell'incidente subisce l'amputazione dell'arto, all'altezza del ginocchio, ed è costretta ad abbandonare il mondo del tennis, prima di trovare successo nell'atletica leggera per disabili.
Nel 2008 partecipa per la prima volta ad un'edizione dei Giochi paralimpici, classificandosi quarta nei 200 metri categoria T44 e sesta nei 100 metri alle Paralimpiadi di Pechino.
Data la mancanza di fondi, non prende parte ai mondiali di Christchurch 2011. Il sostegno limitato da parte del governo giapponese le pregiudica anche la partecipazione ai Giochi paralimpici del 2012: per potersi comprare una nuova protesi da corsa e pagare il viaggio verso Londra, l'atleta decide di pubblicare un suo calendario, curato dal fotografo Takao Ochi. Il ricavato dell'iniziativa le consente l'acquisto di un nuovo arto artificiale per la rassegna di Londra, dove si piazza ottava nel salto in lungo e si ferma alle batterie dei 100 e 200 metri.
Agli inizi di maggio 2016 migliora il suo personale nel lungo a 5,51 metri in occasione di un meeting nazionale di atletica.
Nell'estate del 2017 vola a Londra in occasione dei mondiali paralimpici 2017. Partita con buoni propositi, il 15 luglio ottiene il bronzo nel salto in lungo T44 con una misura di 5 m, gareggiando sino all'ultimo con la britannica Stefanie Reid (5,40 m) e l'olandese Marlene van Gansewinkel (5,29 m). Due giorni dopo è invece eliminata alle batterie dei 100 metri piani, in una gara che vede il dominio della giovane britannica Sophie Kamlish. 

## Palmarès
| Anno | Manifestazione       | Sede           | Evento             | Risultato | Prestazione | Note |
| ---- | -------------------- | -------------- | ------------------ | --------- | ----------- | ---- |
| 2008 | Giochi paralimpici   | Pechino        | 100 m piani T44    | 6ª        | 14"24       |      |
| 2008 | Giochi paralimpici   | Pechino        | 200 m piani T44    | 4ª        | 28"98       |      |
| 2012 | Giochi paralimpici   | Londra         | 100 m piani T44    | Batteria  | 14"47       |      |
| 2012 | Giochi paralimpici   | Londra         | 200 m piani T44    | Batteria  | 30"10       |      |
| 2012 | Giochi paralimpici   | Londra         | Salto in lungo T44 | 8ª        | 4,79 m      |      |
| 2016 | Giochi paralimpici   | Rio de Janeiro | 100 m piani T44    | Batteria  | 14"40       |      |
| 2016 | Giochi paralimpici   | Rio de Janeiro | Salto in lungo T44 | 4ª        | 5,42 m      |      |
| 2017 | Mondiali paralimpici | Londra         | Salto in lungo T44 | Bronzo    | 5,00 m      |      |
| 2017 | Mondiali paralimpici | Londra         | 100 m piani T44    | Batteria  | 14"64       |      |
| 2023 | Mondiali paralimpici | Parigi         | Salto in lungo T64 | Bronzo    | 5,38 m      |      |
| 2024 | Mondiali paralimpici | Kōbe           | Salto in lungo T64 | Bronzo    | 5,25 m      |      |